# IJburglaan

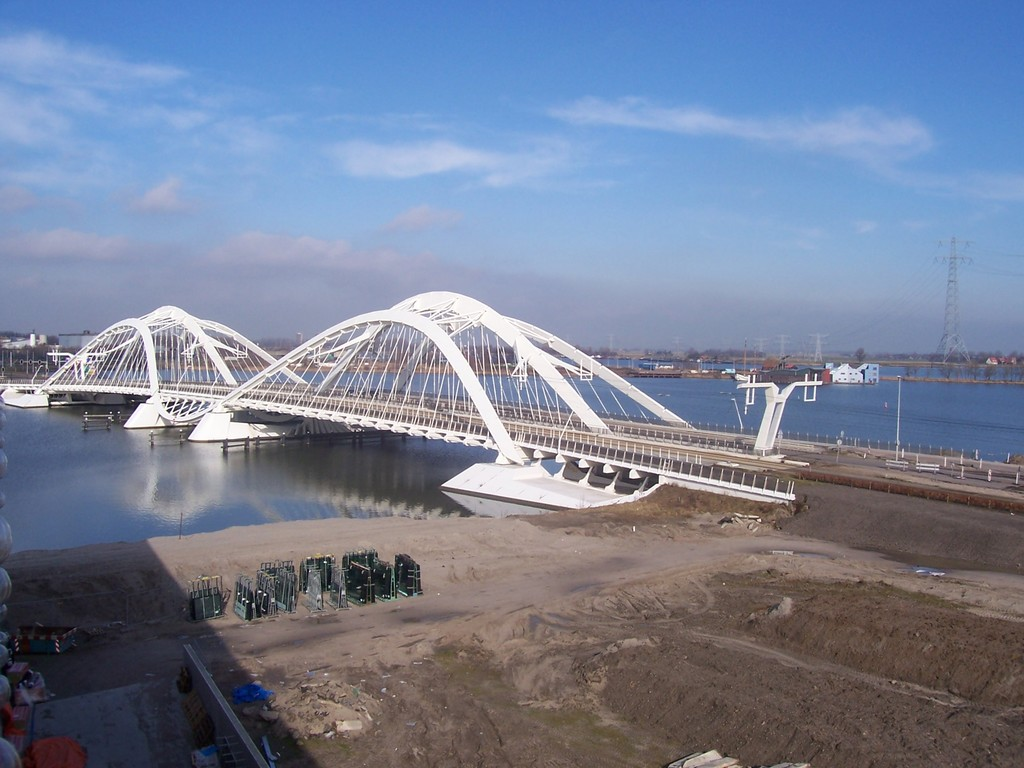
Brug 2001 van de IJburglaan, die Steigereiland verbindt met het Zeeburgereiland

De IJburglaan is de belangrijkste straat in de Amsterdamse wijk IJburg en loopt van de Piet Heintunnel op het Zeeburgereiland naar de Pampuslaan. De weg werd opengesteld voor het verkeer in november 2002. 
De IJburglaan verbindt de (kunstmatige) eilanden Zeeburgereiland, Steigereiland en Haveneiland met elkaar. Tussen de eerste twee eilanden ligt de Enneüs Heermabrug (brug 2001) en tussen de twee laatste eilanden de brug 2002. Op het Haveneiland, dat feitelijk uit verscheidene eilanden bestaat, gaat de straat nog over enkele kleinere bruggen.
De meeste winkels van IJburg zijn aan deze laan, op het Haveneiland, gelegen.
De IJtram (tramlijn 26) rijdt over de gehele lengte over de IJburglaan. Buslijn 66 rijdt over het merendeel van de straat.

## Eerdere IJburglaan
Rond 1990 werd op het voormalige abattoir-terrein in Amsterdam-Oost een nieuwe woonbuurt gebouwd. Een hoofdstraat die loopt van de Zeeburgerdijk naar de Cruquiusweg kreeg hierbij de naam IJburglaan. In 1998 werd deze "IJburglaan" hernoemd in de Th. K. van Lohuizenlaan omdat de naam IJburglaan bestemd werd voor de belangrijkste straat van de nieuwe wijk IJburg.